# Xenohyla eugenioi
Xenohyla eugenioi és una espècie de granota de la família dels hílids. És endèmica del Brasil, on viu a altituds de fins a 960 msnm al sud de l'estat de Bahia i el nord-est de Minas Gerais. Habita els matollars de transició entre la Mata Atlàntica i la caatinga. Probablement està amenaçada per la destrucció d'hàbitat com a resultat de l'expansió dels camps de conreu, la tala d'arbres, el pasturatge, la recollida de bromeliàcies i els assentaments humans. Fou anomenada en honor de l'herpetòleg brasiler Eugênio Izecksohn.